# Pholidophoroides
Pholidophoroides è un genere estinto di pesci ossei, appartenente ai teleostei. Visse nel Giurassico inferiore (Sinemuriano - Toarciano, circa 195 - 180 milioni di anni fa) e i suoi resti fossili sono stati ritrovati in Europa.

## Descrizione
Questo pesce era di dimensioni medio - piccole, e non doveva superare i 15 centimetri di lunghezza. Possedeva un corpo piuttosto slanciato, anche se più alto e compatto rispetto a quello di altre forme affini come Pholidophoropsis. Pholidophoroides era caratterizzato da una pinna dorsale relativamente bassa e allungata, posta appena dopo la metà del corpo, e da una pinna anale leggermente più piccola ma di forma simile, posta in posizione ancor più arretrata. Le ossa nasali erano completamente separate dalle ossa frontali, mentre le premascelle erano unite; le ossa mascellari erano grandi, e la mandibola era caratterizzata da un processo coronoide marcato. Il terzo osso infraorbitale era molto più lungo che alto, e vi era un solo osso sopraorbitale. La scaglie erano dotate di un margine posteriore dentellato. 

## Classificazione
Il genere Pholidophoroides venne istituito da Arthur Smith Woodward nel 1941, per accogliere due specie precedentemente ascritte al genere Pholidophorus: P. crenulata, la specie tipo, descritta inizialmente da Egerton nel 1843, e P. limbata, descritta da Louis Agassiz nel 1833. Entrambe le specie sono note per fossili ritrovati in Inghilterra, nella zona di Lyme Regis, in terreni del Giurassico inferiore. 
Pholidophoroides è stato a lungo ritenuto un rappresentante dei folidoforiformi, ma è probabile che non fosse strettamente imparentato con il genere Pholidophorus; si tratta, in ogni caso, di un rappresentante arcaico dei teleostei, di incerta collocazione sistematica.